# Estela funerària (Granyanella)
L'Estela funerària és una obra romànica del poble de la Móra, al municipi de Granyanella (Segarra) inclosa a l'Inventari del Patrimoni Arquitectònic de Catalunya.

## Descripció
Estela funerària procedent de l'antic fossar o cementiri de La Móra, situat originàriament a la plaça on actualment s'hi troba aquest element escultòric, que s'ha reaprofitat per la realització d'una font pública.
A la cara visible, s'hi observa una decoració vegetal en forma d'arbre, format per tres branques amb les corresponents fulles, totes elles de la mateixa dimensió, que originàriament podria significar l'arbre de la vida. El peduncle no presenta cap tipus de decoració.

## Història
L'arbre de la vida ha estat objecte de culte des de l'antiguitat. Vinculat al món cristià implica sovint el concepte d'immortalitat encarnat en l'arbre del Paradís plantat als orígens del món. També cal destacar que en època medieval aquest símbol s'entenia com una prefiguració de la civilització cristiana, així com el signe de Crist o del Paradís.